# Oecetis lacustris
Oecetis lacustris är en nattsländeart som först beskrevs av Francois Jules Pictet de la Rive 1834.  Oecetis lacustris ingår i släktet Oecetis och familjen långhornssländor. Arten är reproducerande i Sverige. Utöver nominatformen finns också underarten O. l. orientalis.

## Bildgalleri

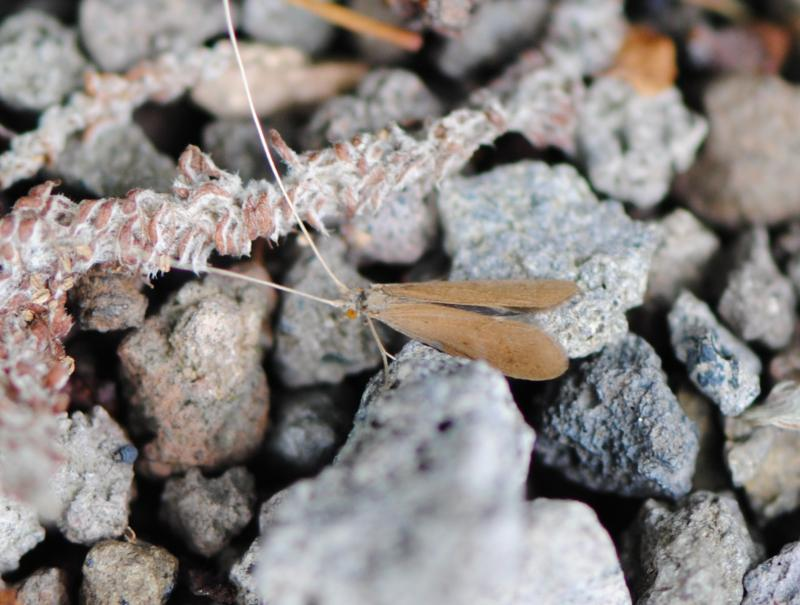